# Epitrix hirtipennis
Epitrix hirtipennis es una especie de insecto coleóptero de la familia Chrysomelidae. Fue descrita científicamente en 1847 por Melsheimer.